# Rose Bertin

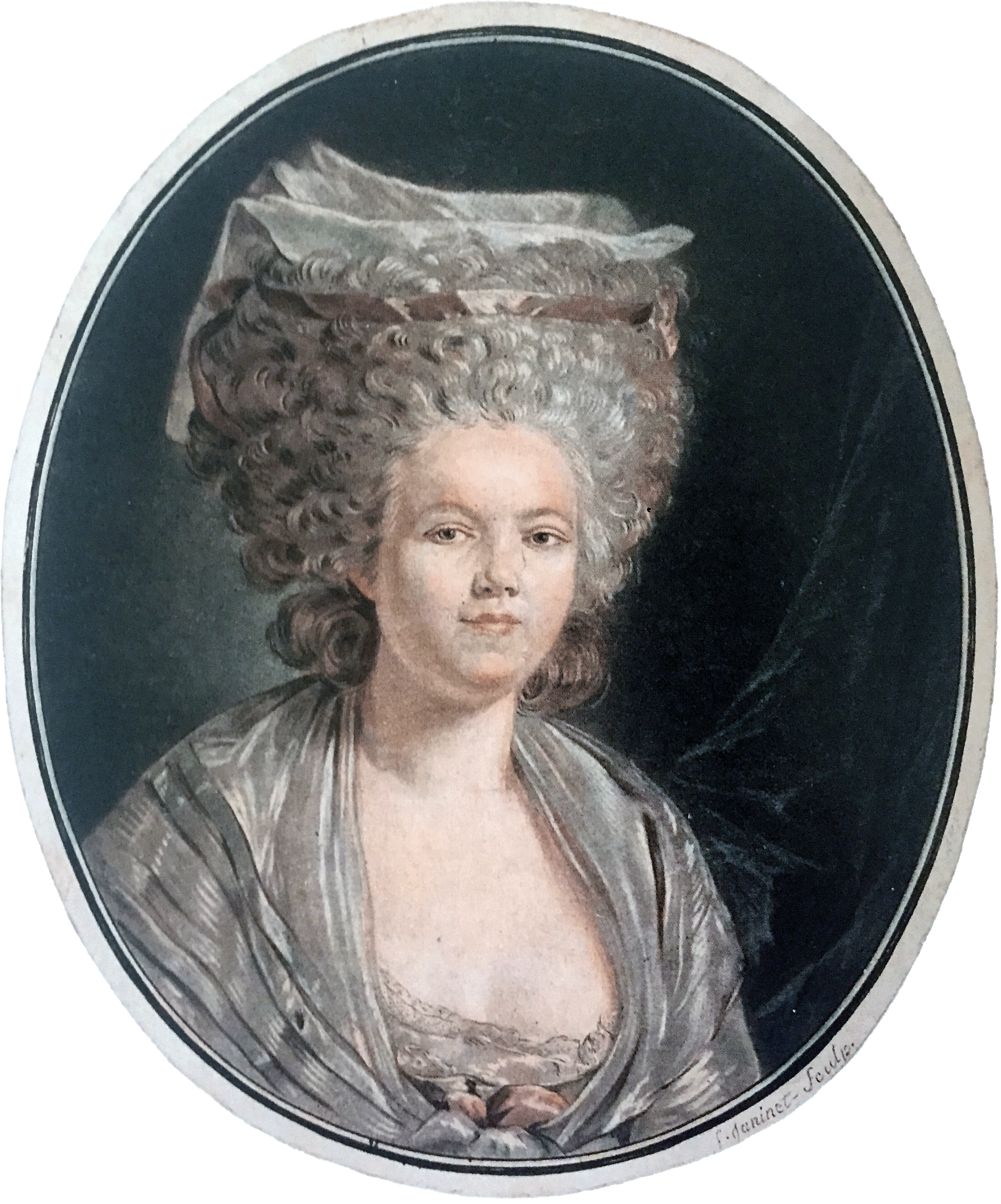
Mlle Rose Bertin av Jean-Francois Janinet (c. 1780)

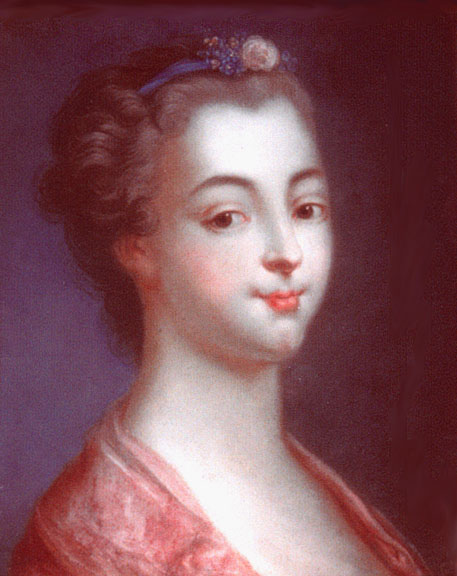
Rose Bertin som flicka

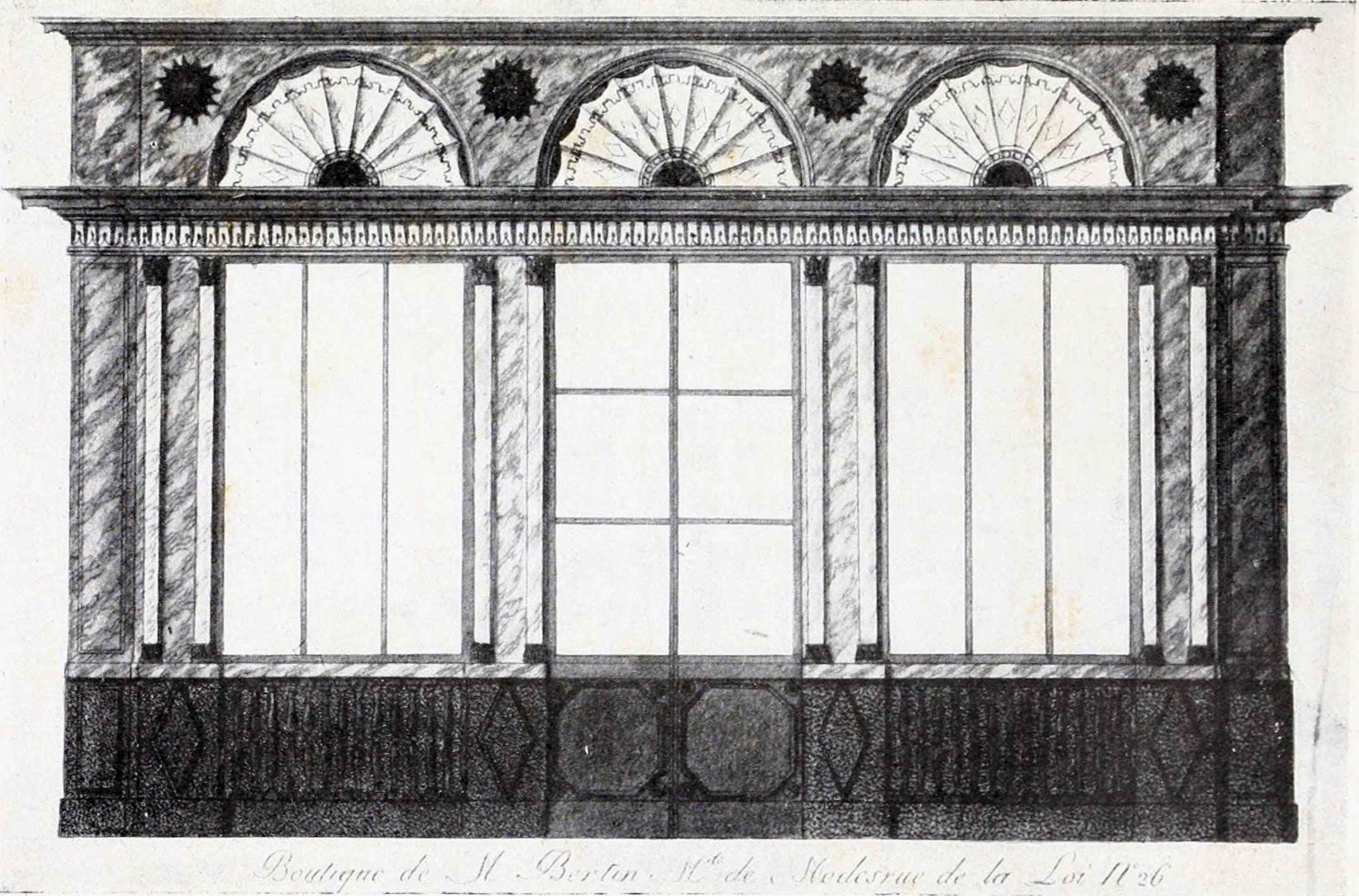
Boutique de Rose Bertin

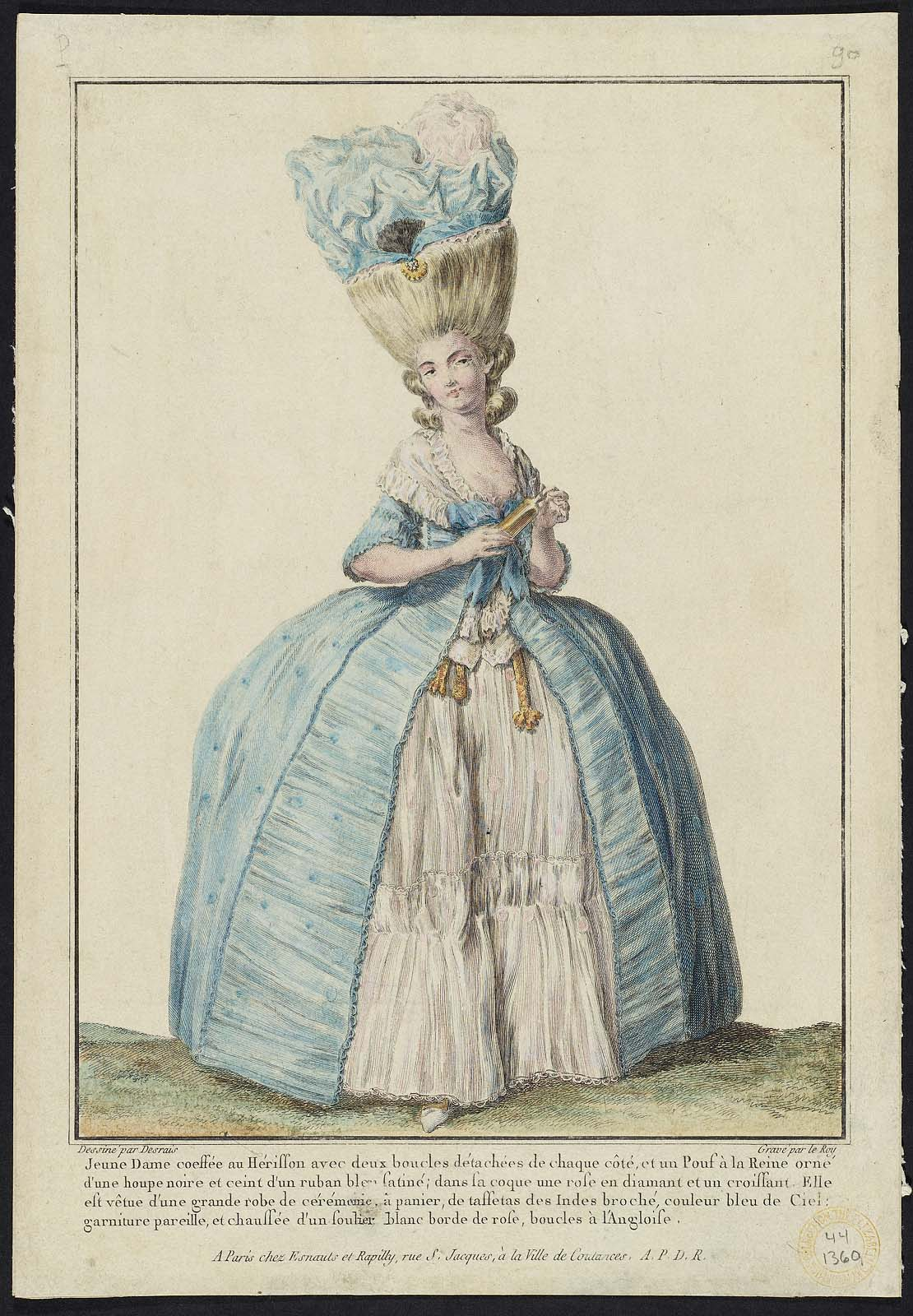
Design Rose Bertin

Marie-Jeanne Rose Bertin, född 2 juli 1747 i Abbeville, Picardie, död 22 september 1813 i Epinay sur Seine, var en fransk modist (Marchandes de modes) och sömmerska. Hon är känd som Marie-Antoinettes sömmerska. Bertin är Frankrikes första berömda modedesigner och gjorde haute couture till ett begrepp.

## Biografi
Rose Bertin var dotter till Nicolas Bertin (d. 1754) och Marie-Marguerite Méquignonen i St Gilles, och hade en bror vid namn Jean-Laurent. Hon växte upp i ett fattigt hem; hennes mor var sjuksköterska, ett arbete som på den tiden hade mycket låg status, och hemmet blev ytterligare nödställt vid faderns död.
Hon lämnade hemmet vid sexton års ålder 1763 och utbildades som lärling till en framgångsrik sömmerska, Mademoiselle Pagelle (d. 1774), i Paris. Pagelle hade en butik, Trait Galant, kunder bland kungliga kretsar i både Spanien och Frankrike, där Bertin gjorde sig omtyckt, och hertiginnan av Chartres och prinsessan de Conti (d. 1775) kom att bli hennes stamkunder.  Bertin blev småningom Pagelles affärspartner på grund av att de kontakter hon skapade gav Pagelle goda kunder, och med stöd av sin kund hertiginnan av Chartres öppnade hon 1770 sin egen butik, Le Grand Mogol, på Rue St Honore i Paris (den flyttade 1785 till Rue de Richelieu i Paris).  

### Marie Antoinettes hovleverantör
Rose Bertin övertog en del kunder från Pagelle och fick genom Chartres rekommendationer många kunder bland hovdamerna i Versailles.   Hon ska ha presenterats för Marie Antoinette av Chartres år 1774, även om tidpunkten är omdebatterad. Denna presentation betraktades med ogillande vid hovet, där drottningen av tradition inte brukade ha direktkontakt med sin sömmerska, och Marie Antoinette väckte en liten skandal då hon umgicks och diskuterade med Bertin personligen, något hennes dame d'atour (hertiginnan de Cossé) tvingades acceptera. Hovdamerna vägrade dock att tillåta Bertin att vistas i samma rum som dem, och Marie Antoinette tvingades då diskutera med Bertin i sitt garderobsrum fram till att hon fick Petit Trianon i gåva.  Fram till detta år ska Marie Antoinette inte ha intresserat sig mycket för kläder, men Bertin var enligt Henriette Campan den som väckte hennes senare berömda intresse för mode.
Från 1774 fram till 1789 besökte Bertin regelbundet Marie Antoinette och presenterade nya modeller för henne två gånger i veckan, och varje mode som denna lanserade under dessa år var designat av henne.  På grund av denna ovanliga relation till drottningen kunde Bertin meddela sina övriga kunder att hon tog emot kunder på vissa dagar i sin butik och inte gjorde hembesök, något som annars skulle ha varit oacceptabelt för adliga kunder. Bertin framhävde ofta sin relation till drottningen, kallade sig officiellt för 'Drottningens Modehandlare' i sin skyltning, och kunde enligt ryktet säga till sin expedit att visa en kund det senaste resultatet av hennes samarbete med drottningen.  Baronessan d'Oberkirch beskrev Bertin som en blandning av ödmjukhet och högfärd och påstod att hon lätt kunde bli högfärdig om hon inte "sattes på plats".  Det faktum att drottningen var hennes stamkund gjorde dock att alla adliga kvinnor förväntades klä sig efter Bertins design.  Hon blev snart så upptagen att hon kunde anställa trettio assistenter.  Bland hennes kunder fanns de flesta av de ledande kvinnorna vid hovet, som prinsessan de Lamballe, Yolande de Polastron och prinsessan de Gumenée.  När Mlle Pagelle gjorde konkurs 1774 fick hon även Madame du Barry som kund. Bland hennes utländska kunder fanns Sofia Magdalena av Danmark.  Hon tillverkade bröllopsutstyrslarna för Portugals blivande kronprinsessor 1777 och 1785. 
Hennes berömmelse växte genom en del uppmärksammade incidenter: våren 1778, när kungaparet gjorde ett intåg i Paris för att bevisa massbröllopet som de bekostat till ära för födelsen av sin dotter, uppmärksammade drottningen att Rose Bertin stod i fönstret till sin butik för att se processionen; Bertin neg, varpå kungen klappade händerna och alla medlemmar av hovet därefter bugade för Bertin, en händelse som växte uppmärksamhet.  Året därpå gav drottningen också order om en loge åt Bertin på teatern i Marly, något som betraktades som etikettsmässig oerhört; under 1775 bad Bertin också framgångsrikt drottningen att ingripa för att släppa fri en släkting, en boktryckaränka, som hade fängslats efter en regeringskritisk pamflett.  År 1782 hade vaudevillepjäsen La Public Vengé av Prevot premiär på Theatre Italienne, där Bertin blev föremål för satir. 
Bertin fick namnet "Modeministern" och blev en inflytelserik person.  Detta öknamn hade inspirerats av den mängd historier som kom sig av de diskussioner som Marie Antoinette och Bertin hade om mode; eftersom Marie Antoinette var modets främsta ikon, och det som bars av henne sedan blev modernt i hela Frankrike och därmed i Europa, blev det i praktiken hon och Rose Bertin som bestämde modet utifrån vilken ny design Marie Antoinette skulle bära nästa gång.  Detta var inte en obetydlig fråga, eftersom modet påverkade industrin och affärslivet och därmed ekonomin, något som från 1775 och framåt ofta påpekades i satiriska pamfletter om Bertin och Marie Antoinette.  Rose Bertin ska en gång (vare sig det var med sanningen överensstämmande eller inte), ha sagt till en kund i sin butik att hon inte kunde förse sin kund med det allra senaste modet, därför att hon vid sin senaste modekonferens med drottningen hade kommit överens om att något nytt mode inte skulle lanseras förrän veckan därpå, något som spreds vidare. Hon kallades också "minister" av Thevenau de Morande, som skrev att hon som ansvarig för modet också var ansvarig för en stor del av drottningens slöseri med statskassan och inte gav efter för någon annan minister.  Genom Bertin blev franskt mode känt över hela världen.  Hon var impopulär bland allmänheten: hennes kläder kunde kosta lika mycket som en arbetares lön på ett helt år, och hon kritiserades i satiriska pamfletter.  
Bertin ska ha varit ständigt uppdaterad, alltid sökande efter nya idéer att introducera och efter namn att ge dem. Hon fångade upp de senaste trenderna inom mode, överdrev dem och presenterade dem sedan som det senaste.  Tillsammans med Marie-Antoinettes frisör Léonard lanserade hon de så kallade "pouf"-frisyrerna, de höga pudrade frisyrer med fantasifulla dekorationer som blev populära i hela Europa. Hennes Pouf a la inoculation bars 1774 av Marie Antoinette, som sedan regelbundet bar alla hennes hårprydnader, ett exempel som sedan följdes av alla hovdamerna.  Som favoritdesigner för Frankrikes drottning, som var det dåtida Europas modeikon, fick Rose Bertin kunder i hela Europa och blev internationellt berömd.  På order av Marie-Antoinette sände hon pandoradockor klädda i senaste mode till Marie-Antoinettes systrars hov.  Dessa dockor kom i olika storlekar och var modetidningarnas föregångare.  Från 1774 gjorde hon regelbundna affärer med utlandet; hon hade kunder vid det portugisiska, spanska och särskilt det ryska hoven, och sände regelbundet modedockor till de nordiska hoven.  
Bland hennes mest lukrativa uppdrag var tillverkningen av de mycket dyrbara klänningar som användes för presentationerna vid hovet. Bertin tog som ofta betalt via kredit, något som under hennes samtid var mycket vanligt bland de som gjorde affärer med adliga kunder, och hon fick sällan betalt, men detta förorsakade henne ingen direkt förlust, eftersom hennes framgångar tillförsäkrade henne ständig kredit också hos hennes leverantörer. År 1787 gick ett falskt rykte om att Bertin hade gjort konkurs, som väckte sensation. Detta rykte tycks dock ha varit falskt, och tros ha spridits ut av Bertin själv för att kunna driva in räkningar: hon fick samma år en summa på 400.000 livres tillsänd av kronan. 
Rose Bertin beskrivs som intelligent och snabbtänkt, kokett och generös, och ska till det yttre ha varit mycket söt, i varje fall under sin tid som springflicka hos Pagalle. Hon köpte 1782 ett eget lanthus i Epinay, där flera av hennes släktingar bodde, och där hon tillbringade sina somrar.  
När kungen år 1776 upplöste och sedan återskapade de franska skråna, blev Bertin medlem och mästare i det nyskapade Marchandes de modes. Hon blev skråordförande med Denise l'Étrier 1 oktober 1776 - 1 oktober 1777 med Marguerite Danican Philidor, Madeleine Darant och "kvinnorna Fortin och Robin" som assistenter.  Åren 1781-84 var hon inblandad i en långdragen rättsprocess med sin före detta elev Charlotte Picot som mot hennes vilja hade startat en egen rörelse, något som väckte uppmärksamhet.  Bertins främsta rival var Le Sieur Beaulard, som tillsammans med Mademoiselle Alexandrine ska ha varit hennes föregångare som modeartister, och bland de övriga nämns Mlle Fredin vars etablissemang L'Echarpe d'Or hade visst renomé, Mlle Quentin på Rue de Clery och Richard på Rue du Bac, och Mlle Mouillard.  Efter den ekonomiska krisen 1788, minskade såväl drottningen som hela aristokratin betydligt sina utgifter på kläder, och Bertins etablissemang upplevde därför en minskad ekonomi trots att hon fortfarande var på modet.

### Franska revolutionen
Bertin kvarstod som drottningens hovleverantör efter franska revolutionens utbrott 1789 och kunde fortsatt göra goda affärer under revolutionens första år, trots att många av hennes kunder emigrerade. Enligt drottningens frisör Léonard Autié spelade han, Henriette Campan och Rose Bertin en viss roll i drottningens förhandlingar med ledamot Honoré Gabriel Riqueti de Mirabeau 1790, då de ska ha övertygat henne om nödvändigheten genom att upplysa henne om politiska rykten, något som slutligen ledde till att drottningen mötte Auguste Marie Raymond d'Arenberg de La Marck i sin kammarjungfru Marie-Élisabeth Thibaults våning, varpå de La Marck i sin tur sammanträffade med Mirabeau hos Österrikes ambassadör Florimond Claude de Mercy-Argenteau och där ordnade mötet mellan denne och drottningen. 
Det var vid denna tid Marie Antoinette en gång ska ha sagt till Bertin att hon hade drömt att denna räckte henne en handfull rosetter som plötsligt blev svarta, en dröm som sedan omtalats som ett dåligt omen. Bertin ska ha gjort resor till England och Tyskland 1791-92, och i juni 1791 omnämns hennes närvaro vid det franska exilhovet på slottet Schoenbornhut i Koblenz, där flera av hennes förra klienter, så som Yolande de Polastron då befann sig, och exilhovet kallas för lika elegant som det i Versailles. Det har påståtts att hon besökte kejsaren i Wien på uppdrag för Marie Antoinette för att beskriva den politiska situationen för Frans II, men detta är obekräftat. Det anses dock inte orimligt att det var så, då drottningen vid ett annat tillfälle anlitade sin frisör Leonard för ett liknande uppdrag vid Flykten till Varennes, och Campan uppgav att Marie Antoinette vid denna tid hade kunnat meddela sig med kejsaren i hemlighet. Bertin kunde också trovärdigt resa utomlands i affärer då hon hade många internationella kunder. 
Rose Bertin var frånvarande under septembermorden och sattes upp på emigrantlistan av regeringen, men återvände till Paris i december för att ordna sina affärer. Det påstås att hon under denna tid brände sin räkenskapsbok för att dölja Marie Antoinettes skulder av lojalitet mot denna, men detta är en myt. Marie Antoinettes räkningar fram till augusti 1792 var redan redovisade för Henry, likvidator av civilegendomen, och Bertin lämnade Frankrike igen innan ett åtal mot Marie Antoinette ännu hade kommit på tal och det fanns skäl för Bertin att dölja hennes utgifter. Hon lämnade Frankrike i februari 1793 och tillbringade sedan skräckväldet i London. Hon öppnade en blygsam butik i London, och livnärde sig främst på att driva in skulder från utländska kunder, däribland Sveriges drottning Sofia Magdalena. Hennes butik i Paris fungerade fortfarande, och sköttes av hennes ombud. Hennes butik försåg Marie-Antoinette med dennas sorgklädsel som änka 1793.

### Senare karriär
I januari 1795 fick hon genom sin advokat sitt namn avlägsnat från emigrantlistan och kunde därmed återvända till Frankrike och återfå sin förseglade egendom. Hon ska i samband med sin återkomst ha agerat mellanhand för exilemigranter; det är känt att hon förmedlade pengar till sådana, men det kan ha berott på hennes omvittnade generositet, då hon var känd för att ge pengar till behövande när hon hade råd. 
Efter sin återkomst till Paris öppnade hon åter sin butik, och hade bland andra kejsarinnan Joséphine de Beauharnais som kund. Den ekonomiska inflationen i kombination med en enkelhet i det nya modet gjorde dock att hennes affärer aldrig helt återhämtade sig. Hon efterträddes som modets främsta designer av Louis Hippolyte Leroy, och levde främst på att driva in skulder. Hon mottog dock fortfarande beställningar i mindre skala, särskilt från utländska kunder; 1799 fick hon en beställning från den tysk-romerska kejsarinnan, och 1808 från drottning Marie Louise av Spanien. 
Bertin levde ett bekvämt liv i sitt hus i Epinay, och överlät med tiden allt mer av sin affärsverksamhet på sina två brorsöner, särskilt Louis-Nicolas Bertin. Hennes brorsöner och två brorsdöttrar var hennes arvingar. Så sent som 1830 försökte dessa driva in Marie Antoinettes återstående skulder.

## Citat
- "Det finns inget nytt som inte är bortglömt."